# كريس بيك
كريس بيك (بالإنجليزية: Chris Beck)‏ هو لاعب كرة قاعدة أمريكي، ولد في 4 سبتمبر 1990 في جيفرسون في الولايات المتحدة.

## وصلات خارجية
- كريس بيك على موقع دوري كرة القاعدة الرئيسي (الإنجليزية)
- كريس بيك على موقعبيزبول رفرنس.كوم (الدوري الرئيسي) (الإنجليزية)
- كريس بيك على موقعبيزبول رفرنس.كوم (الدوري الثانوي) (الإنجليزية)
- كريس بيك على موقع إي إس بي إن.كوم (أم.أل.بي) (الإنجليزية)
- كريس بيك على موقع مشجعي الرسوم البيانية (الإنجليزية)